# Buscemi
Buscemi je obec na Sicílii, patřící do Volného sdružení obcí Siracusa. Leží 52 kilometrů západně od města Syrakusy, v pohoří Iblei, přesněji na kopci Vinnitti (783 m n. m.). Oblast byla osídlena již v době bronzové, samotná obec vznikla v době Sicilského emirátu. V roce 1693 byla kompletně zničena rozsáhlým zemětřesením, později byla obnovena.